# Синдром зависимости
Синдро́м зави́симости — сочетание физиологических, поведенческих и умственных явлений, при которых употребление психоактивного вещества начинает занимать первое место в системе ценностей человека. Основной характеристикой синдрома зависимости является потребность (часто сильная, иногда непреодолимая) принять психоактивное вещество.
В синдроме зависимости выделяют три стадии: начальную, среднюю, конечную.
Кроме того, широкое распространение получило разделение синдрома на два «подвида»:
- Синдром психической зависимости
- Синдром физической зависимости

## Лекарственная зависимость
Синдром, развивающийся при повторном длительном применении лекарственных средств и проявляющийся резким ухудшением здоровья либо состоянием психического дискомфорта при отмене препарата. Синдром лекарственной зависимости характеризуется патологической потребностью в приёме того или иного психотропного препарата. Наиболее известна зависимость от психотропных лекарственных средств, часто связанная с абстиненцией, например при отмене опиоидных анальгетиков или психостимуляторов. Однако известна зависимость от многих других лекарств, например глюкокортикостероидов. У лиц с невротическими, соматоформными и тревожно-депрессивными расстройствами, со стойкой бессонницей может после назначения им седативных и снотворных препаратов формироваться зависимость (примерно в 10 % случаев) — попытка прекратить приём приводит к обострению симптоматики. Широко распространена лекарственная зависимость при приёме бензодиазепинов, обусловленная в первую очередь необоснованной длительностью их приёма: при краткосрочном их применении риск зависимости снижается.
Выделяется психическая лекарственная зависимость и физическая лекарственная зависимость. Последняя отличается наличием явлений абстиненции при прекращении приёма лекарственного средства.
Синдром отмены психофармакологических препаратов может рассматриваться как вариант абстинентного синдрома при наркоманиях, однако он имеет ряд существенных отличий. Ближе всего к абстинентному синдрому находится синдром отмены транквилизаторов: при этом наблюдаются проявления физической и психической зависимости, хотя психическая зависимость в виде влечения к препарату возникает редко — чаще присутствует так называемая психологическая привязанность. При отмене антидепрессантов присутствует лишь физическая зависимость: имеет место характерный вегетативный симптомокомплекс, а при отмене нейролептиков наблюдается синдром отмены (вегетативный симптомокомплекс и экстрапирамидные расстройства) без психической зависимости. Длительное применение нейролептиков и антидепрессантов обычно не вызывает изменения толерантности к препаратам.

## Лечение
Лекарственная зависимость преодолевается резкой (в случае психической зависимости) или постепенной отменой препарата, а в случаях более ярко выраженного синдрома зависимости заменой лекарства на менее аддиктивный аналог.